# Trillium maculatum
Trille maculé
Espèce
Classification APG II (2003)
Synonymes
- Trillium maculatum f. luteum J.D.Freeman[1]

Trillium maculatum, le Trille maculé, est une espèce de plantes de la famille des Liliaceae (classification classique) ou des Melanthiaceae (classification APG II, 2003).